# Bastion Tower
Der Bastion Tower, auch bekannt als AG Building, ist ein Hochhaus in Ixelles, einer Nachbargemeinde der belgischen Hauptstadt Brüssel. Das Gebäude befindet sich am Inneren Ring der Stadt in unmittelbarer Nähe zum Königlichen Palast.
Die Bauarbeiten an dem Turm begannen im Jahr 1967; das Gebäude wurde 1970 eröffnet. Der Turm hat eine Höhe von 90 Metern, die sich auf 26 Etagen verteilen. Zusätzlich weist das Gebäude drei weitere unterirdische Etagen auf. Zur Zeit der Fertigstellung war der Bastion Tower eines der höchsten Gebäude der Stadt und des Landes und zählt noch heute zu den höchsten Gebäuden in Belgien. Von 1994 bis 1998 wurde das Gebäude grundlegend renoviert.